# Foula
 Der er for få eller ingen kildehenvisninger i denne artikel, hvilket er et problem. Du kan hjælpe ved at angive troværdige kilder til de påstande, som fremføres i artiklen.

Foula, 33 indbyggere, Fugley er en af Shetlandsøernes mange øer, 26 km sydvest for hovedøerne og har et areal på 10 kvadratkilometer.
Befolkningen lever af fiskeri, små landbrug og turisme. Alle bebyggelser ligger på østkysten, halvdelen i det sydøstlige Hametoun og resten i og omkring Voe Phasen, der har kirke, skole og posthus.
Øens overflade består for en stor del af tørvemoser, og kendetegnes med de fem tinder Soberlie-221 m, Noup-248 m, Hamnafield-344 m, Kame-376 m og den højeste Sneug på 418 m. 
Fuglefjeldene er op til 370 m høje og huser mange ynglende havfuglearter, inklusive Storbritanniens største kjovekoloni. 
Foula er kendt for i lange perioder, kun at have dårligt vejr. Fra omkring år 900 til 1800 taltes der det vestnordiske sprog norn. Siden 1900 ejer familien Holbourn øen. 
Foula har færge- og flyforbindelse med Shetlandsøerne.